# Dohrniphora malaysiae
Dohrniphora malaysiae är en tvåvingeart som beskrevs av Green 1997. Dohrniphora malaysiae ingår i släktet Dohrniphora och familjen puckelflugor. Inga underarter finns listade i Catalogue of Life.